# Nathaniel Giles
Nathaniel Giles (1558 – 1633 o 1634) è stato un organista e compositore inglese del Rinascimento.

## Biografia
Molto poco si conosce della prima parte della vita di Giles. Divenne organista alla Cattedrale di Worcester e scrisse degli inni per la Chiesa anglicana. Mentre era Master of the Children of the Chapel Royal venne assunto dal Blackfriars Theatre e collaborò con Ben Jonson all'istituzione di una compagnia teatrale formata da ragazzi. Fu anche maestro del coro della St George's Chapel nel Castello di Windsor e organista alla Westminster Abbey.
Il suo Te Deum (manoscritto della Durham Cathedral A2, folio 56) riporta istruzioni per l'organista di suonare un'ottava sotto quella scritta, si presume per dare una sonorità scura agli organi del tempo.